# Le Rafiot héroïque
Pour les articles homonymes, voir The Wackiest Ship in the Army (série télévisée).
Pour plus de détails, voir Fiche technique et Distribution.
Le Rafiot héroïque (The Wackiest Ship in the Army) est un film américain réalisé par Richard Murphy, sorti en 1960.

## Fiche technique
- Titre : Le Rafiot héroïque
- Titre original : The Wackiest Ship in the Army
- Réalisation : Richard Murphy
- Scénario : Richard Murphy, Herbert H. Margolis
- Chef-opérateur : Charles Lawton Jr.
- Musique : George Duning
- Montage : Charles Nelson
- Décors : Louis Diage
- Direction artistique : Carl Anderson
- Durée : 99 minutes
- Dates de sortie :
  - États-Unis : 20 décembre 1960
  - France : 5 avril 1961

## Distribution
- Jack Lemmon (VF : Michel Roux) : le lieutenant Rip Crandall
- Ricky Nelson (VF : Michel François) : l'enseigne Thomas « Tommy » J. Hanson
- John Lund (VF : Jean-François Laley) : le lieutenant-commander Wilbur F. Vandewater
- Chips Rafferty (VF : Michel Gatineau) : Patterson
- Tom Tully (VF : Robert Dalban) : le capitaine McClung
- Joby Baker (en) (VF : Henry Djanik) : Josh Davidson
- Warren Berlinger : le radio A.J. 'Sparks' Sparks
- Patricia Driscoll (en) (VF : Danièle Roy) : Maggie
- Mike Kellin (VF : André Valmy) : le maître Jack MacCarthy
- Alvy Moore (VF : Claude Nicot) : J. Johnson
- Richard Anderson (VF : Claude Dasset) : le lieutenant Dennis M. Foster
- Hudson Shotwell (VF : Jacques Berlioz) : l'amiral H.D. Hathaway
- Sid Tomack (en) (VF : Jean Berton) : Arthur, le barman du Kangaroo Club
- Richard Quine (VF : René Lebrun) : la voix off du narrateur
- Roy Jenson : Shark Bait (USS Echo crewman)